# Erich von der Heyde
Erich von der Heyde (Hong Kong, 1º maggio 1900 – 5 agosto 1984) è stato un agronomo tedesco presso l'IG Farben, Hauptscharführer ed imputato al processo IG Farben a Norimberga.

## Biografia
Nato il 1 maggio 1900 a Hong Kong, all'epoca colonia britannica, la famiglia si trasferì in Germania nel 1906, dove frequentò le scuole a Brema e Weimar fino al maggio 1918. Prestò servizio militare fino alla fine della prima guerra mondiale, dopodiché studiò agraria per cinque anni presso la Università tecnica di Monaco. Nel 1925 lavorò per una compagnia di assicurazioni, cambiò lavoro nel 1926, entrando a far parte del dipartimento agricolo della IG Farben a Ludwigshafen. Nel 1934 si unì all'unità a cavallo delle SS, la Reitersturm, che lasciò nel 1936, rimanendo comunque membro delle SS. Si è unito al Partito nazista nel 1937.
Durante il 1936, von der Heyde divenne consulente nel dipartimento di politica economica (WIPO, Wirtschaftspolitische Abteilung) dell'IG di Berlino. Dalla metà del 1938 è stato anche l'agente di controspionaggio dell'ufficio di intelligence "NW 7" della IG Farben, dove i suoi compiti includevano il controspionaggio e l'azione contro le violazioni della segretezza. Inoltre, trasmetteva rapporti dall'estero che sembravano di interesse generale, distribuendoli internamente all'IG e inviandoli alla Wehrmacht. In questa veste, è stato preso dall'Ufficio di sicurezza principale del Reich (RSHA, Reichssicherheitshauptamt) e nel 1940 è stato promosso a Hauptscharführer. Nel settembre 1940 fu chiamato al servizio nella Wehrmacht e fino alla fine della guerra prestò servizio nel ramo economico-militare dell'Ufficio dell'economia e degli armamenti di guerra (Wehrwirtschafts- und Rüstungsamt; in seguito lo Stato maggiore dell'economia di guerra, o Wehrwirtschaftsstab).

## Dopoguerra
Nel 1948 al processo IG Farben di Norimberga, von der Heyde fu assolto dall'accusa di saccheggio, spoliazione e omicidio di massa. A differenza di molti membri delle SS, non fu accusato di appartenenza a un'organizzazione criminale (le SS), perché l'SS-Reitersturm non era stato classificato come criminale.